# آنکوتروفوتسی
آنکوتروفوتسی (به لاتین: Ankotrofotsy) یک منطقهٔ مسکونی در ماداگاسکار است که در منابه واقع شده‌است. آنکوتروفوتسی ۸٬۰۰۰ نفر جمعیت دارد و ۸۵ متر بالاتر از سطح دریا واقع شده‌است.